# Markab
Markab (α Pegasi, / α Peg / 54 Pegasi) es la tercera estrella más brillante de la constelación de Pegaso después de Enif (ε Pegasi) y Scheat (β Pegasi). Es una de las cuatro estrellas que forman el asterismo del cuadrante de Pegaso. El origen de su nombre puede ser la palabra árabe مركب (markab, ‘la silla del caballo’), o bien puede provenir de una mala transcripción de Mankib, de la frase árabe منكب الفرس  (Mankib al-Faras, ‘el hombro del caballo’, por su posición en la constelación de Pegaso). 
Markab es una estrella blanco-azulada de la secuencia principal —gigante según otras fuentes— de tipo espectral B9 situada a 140 años luz del sistema solar. Con una temperatura superficial de 10 500 K, su radio es 4.3 veces más grande que radio solar. Considerando una significativa cantidad de energía emitida en el ultravioleta por ser una estrella caliente, su luminosidad equivale a 205 soles.
Con una masa ligeramente superior a tres masas solares, Markab todavía rota a gran velocidad, completando un giro en menos de un día y medio. Está finalizando su evolución estelar dentro de la secuencia principal, es decir, está terminando —si no lo ha hecho ya— la combustión de hidrógeno para empezar la combustión de helio, etapa en la que se expandirá y enfriará ralentizando su rotación; se convertirá en una gigante naranja no muy distinta a como es hoy Kornephoros (β Herculis).

## Cultura popular
- En la serie de televisión de ciencia ficción Babylon 5, una de las especies se llaman los Markab (Babylon 5).
- El escritor de ciencia ficción y fundador de la Iglesia de la Cienciología, L. Ronald Hubbard, aseguraba que en Markab se localizaba la capital de la maligna Confederación Galáctica.[3]
- La serie animada de 1997 Blake and Mortimer en su capítulo «The Secret of Easter Island» asegura que los extraterrestres malvados que visitaron la Isla de Pascua (inspirando los moai) provenían de Markab y eran llamados markabianos.